# Techniczne przygotowanie produkcji
Techniczne przygotowanie produkcji, tpp, jest elementem przygotowania produkcji przedsiębiorstwa. Inna nazwa to konstrukcyjno-technologiczne przygotowanie produkcji wyrobów. W najwęższym znaczeniu dotyczy przygotowania dokumentacji konstrukcyjno-technologicznej. W szerszym – zakres przedstawiony został poniżej, na przykładzie przedsiębiorstw przemysłu maszynowego, w stosunku do produktów nowych bądź modernizowanych. Dość dowolnie pojęcie tpp jest interpretowane w systemach ERP.
Do technicznego przygotowania produkcji należy:
- przygotowanie dokumentacji konstrukcyjnej
- przygotowanie dokumentacji technologicznej
- opracowanie normatywów zużycia materiałów i pracy żywej
- zaprojektowanie i wykonanie wyposażenia technologicznego
- wdrożenie produkcyjne

W najszerszym znaczeniu dochodzą:
- współpraca przy rozwiązywaniu bieżących problemów produkcyjnych
- reagowanie na zmieniające się oczekiwania odbiorców.

Niezbędne nakłady na techniczne przygotowanie produkcji zależą od poziomu technicznego i organizacyjnego przedsiębiorstwa: najmniejsze są w przypadku produkcji ręcznej, rzemieślniczej, największe – przy produkcji zautomatyzowanej.